# Manly Palmer Hall
Pour les articles homonymes, voir Manly, Palmer et Hall.
Manly Palmer Hall né le 18 mars 1901 et décédé le 29 août 1990 était un auteur canadien sur l'ésotérisme, la mythologie, et les religions. Son œuvre la plus connue est The Secret Teachings of All Ages: An Encyclopedic Outline of Masonic, Hermetic, Qabbalistic and Rosicrucian Symbolical Philosophyc 

## Biographie
Hall déclarait avoir reçu en 1973, le grade honorifique de 33e de la franc-maçonnerie de Rite écossais ancien et accepté,

## Œuvres
- The Secret Teachings of All Ages. An Encyclopedic Outline of Masonic, Hermetic, Kabbalistic and Rosicrucian Philosophy (1928), Jeremy Tarcher, 2005, 768 p. En ligne
- Meditation Symbols In Eastern & Western Mysticism-Mysteries of the Mandala, The Philosophical research Society,Inc.,1988.  (ISBN 0-89314-543-2)
- Lectures on ancient philosophy: An Introduction to Practical Ideals
- The Adepts Series PRS
- Lady of Dreams: A fable in the manner of the Chinese (Los Angeles, 1943)
- The blessed angels: a monograph
- Lectures on Ancient Philosophy—An Introduction to the Study and Application of Rational Procedure, The Hall Publishing Company, Los Angeles, First Edition, 1929, Rosicrucian and Masonic Origins (chapter 19)
- Introduction to Max Heindel's Blavatsky and The Secret Doctrine, 1933 ,
- Atlantis, An Interpretation
- Noah and His Wonderful Ark